# Mursko Središće
Mursko Središće (maďarsky Muraszerdahely, zámuřsky Mürsko nebo Mörsko Središče) je město v Chorvatsku v Mezimuřské župě. Je nejseverněji položeným chorvatským městem. Nachází se těsně u slovinských hranic, asi 5 km jižně od Lendavy, 14 km severně od Čakovce, 28 km severovýchodně od Varaždinu a asi 112 km severovýchodně od Záhřebu. Podle údajů z roku 2021 v samotném městě žilo 3 347 obyvatel, v celé opčině pak 5 928 obyvatel. Počet obyvatel od roku 1991 klesá.
Mursko Središće se nachází u břehu řeky Mury, podle které je pojmenováno. Řeka je zde přemostěna státní silnicí D209, rovněž tudy procházejí župní silnice 2003 a 2006. Nachází se zde hraniční přechod Mursko Središće – Petišovci. Je zde postaven kostel Panny Marie Královny a svatého Ladislava, kaple svatého Josefa a kaple Matky Boží.

## Historie
Oblast dnešního města byla osídlena již v dobách Římské říše a podél Mury byly po staletí vodní mlýny. První písemná zmínka pochází z roku 1334, kdy byl zmíněn již neexistující kostel zasvěcený svatému Martinovi jako Sancti Martini in Zredysche. V roce 1458 bylo uváděno jako obchodní město Opidum Zerdahel, v roce 1477 jako důležité obchodní město společně s Čakovcem a Prelogem.
V roce 1660 byla ve městě postavena kaple zasvěcená svatému Martinovi, roku 1716 byla postavena kaple svatého Ladislava, která po několika přestavbách sloužila až do roku 1820. V roce 1690 byl původní kostel zničen povodní, takže bylo nutné ho přestavit v barokním stylu. V roce 1889 byla postavena silnice mezi Murským Središćem a Čakovcem, která výrazně usnadnila vývoj. Ve stejné době byl postaven i železniční most přes řeku Muru.
Na počátku 20. století se díky objevům nedalekých ropných polí zrychlil vývoj obce. Po první světové válce zde bylo v roce 1921 nalezeno také uhlí a v roce 1926 byl otevřen první uhelný důl. Těžba uhlí dosáhla vrcholu v 50. a 60. letech 20. století, ale později se stala neekonomickou. Dnes je ve městě rozvinutý textilní průmysl, především díky textilní továrně Modeks. Příjmy pro město rovněž tvoří stavebnictví, obchod a cestovní ruch.
Mursko Središće získalo status města v roce 1997.

## Obyvatelstvo
Většinu obyvatel (93,07 %) tvoří Chorvati. Významnou národnostní menšinu (4,52 %) jsou Romové, za které se považuje 265 obyvatel. 1 % obyvatel tvoří Slovinci, k nimž se přihlásilo 63 lidí. Další národnostní skupiny jsou Maďaři, Rusové, Srbové a Albánci. Kromě dalších skupin se rovněž tři obyvatelé označily za Čechy.
Většina obyvatel (93,09 %) vyznává římskokatolické křesťanství, 17 lidí (0,27 %) se hlásí k pravoslavné církvi, 44 lidí (0,7 %) k protestantským církvím a třináct (0,21 %) k ostatním křesťanským církvím. Dvanáct obyvatel (0,19 %) vyznává islám a jeden obyvatel (0,02 %) vyznává judaismus. 43 lidí (0,68 %) se řadí mezi agnostiky a skeptiky, 153 lidí (2,43 %) patří mezi ateisty a 135 obyvatel (2,14 %) se ke své víře nevyjádřilo.

## Administrativní dělení
K opčině města Mursko Središće patří pět samostatných sídel a dvě nesamostatné osady Brezje a Sitnice.
- Hlapičina – 608 obyvatel
- Križovec – 356 obyvatel
- Mursko Središće – 3 347 obyvatel
- Peklenica – 1 111 obyvatel
- Štrukovec – 326 obyvatel

## Sousední vesnice
| Růžice kompasu | Gornji Lakoš (SLO)   | Dolnji Lakoš (SLO) Trimlini (SLO) | Petišovci (SLO)      | Růžice kompasu |
| Růžice kompasu | Hlapičina            | Sever                             | Benica (SLO)         | Růžice kompasu |
| Růžice kompasu | Hlapičina            | Mursko Središće                   | Benica (SLO)         | Růžice kompasu |
| Růžice kompasu | Hlapičina            | Jih                               | Benica (SLO)         | Růžice kompasu |
| Růžice kompasu | Selnica Zebanec Selo | Štrukovec                         | Peklenica Vratišinec | Růžice kompasu |